# Apanteles oehlkei
Apanteles oehlkei är en stekelart som beskrevs av Papp 1982. Apanteles oehlkei ingår i släktet Apanteles och familjen bracksteklar. Inga underarter finns listade i Catalogue of Life.